# Вантєєв Олександр Вікторович
Олекса́ндр Ві́кторович Вантє́єв (нар. 17 жовтня 1986) — майор медичної служби Командування медичних сил Збройних Сил України. Начальник інфекційного відділення Запорізького військового госпіталю.
В складних умовах з перших днів війни вміло організував роботу підлеглого структурного підрозділу, приймає дієві заходи з лікування хворих. Безпосередньо брав участь в проведенні невідкладних і планових заходів вакцинації. Навчає і передає практичний досвід іншим спеціалістам  інфекційного профілю з питань практики військової медицини.

## Життєпис
У 2013 закінчив Запорізький Державний медичний університет.
З 2017 року проходить військову службу у військовому госпіталі м. Запоріжжя.
Учасник бойових дій, учасник міжнародної миротворчої місії ООН в ДР Конго (2019 рік).
Одружений. Має двох дітей. 

## Нагороди
1. Орден Данила Галицького [1]
2. Медаль «За військову службу Україні»[2]
3. Відзнака Президента України «За оборону України» 2023 рік.
4. Пам'ятний нагрудний знак «Воїн-миротворець» 2019 рік.
5. Медаль «За участь в Місії ООН» 2019 рік.
6. «Хрест турботи» — відзнака Запорізького військового госпіталю.